# Верхній Бишкин
Ве́рхній Бишки́н — село в Україні, у Лозівському районі Харківської області. Входить до складу Олексіївської сільської громади.

## Географія
Село Верхній Бишкин розташоване на лівому березі річки Бишкин, недалеко від її витоків. Нижче за течією на відстані 5 км розташоване село Нижній Бишкин. На річці велика загата. До села примикають невеликі лісові масиви (дуб). На південно-західній стороні від села бере початок Балка Озерна.

## Історія
Засноване 1730 року. Першими мешканцями були переселенці-однодворці зі Смоленської та Тамбовської губерній Росії.
За даними на 1864 рік у казеному селі Олексіївської волості Зміївського повіту, мешкало 3035 осіб (1475 чоловічої статі та 1560 — жіночої), налічувалось 453 дворових господарства, існувала православна церква.
1897 року в селі спалахнуло повстання, викликане тим, що на користь казни відібрали 500 десятин земель. У сутичці із загоном поліції селяни вбили справника і трьох стражників. Повстання було жорстоко придушене, багатьох учасників заарештовано, трьох — страчено.
Станом на 1914 рік кількість мешканців слободи зросла до 5185 осіб. 1918 року мешканці села зорганізували партизанський загін для боротьби проти німецької окупації.
У 1930 з січня почалася масова колективізація. У селі було створено п'ять колгоспів, куди забирали у селян робоче приладдя та худобу. 26 березня 1930 року селяни разом з жителями с. Нижній Бишкин повстали і розігнали керівництво усіх п'яти колгоспів, повернули собі приладдя та худобу. Навколо села виставили озброєну охорону. 27 березня з Харкова до села прибув батальйон ОДПУ, який розправився з повстанцями.

## Економіка
У селі є молочно-товарна ферма, працює приватне сільськогосподарське підприємство «Бишкин» та фермерське господарство «РОСТ».

## Пам'ятки
У Верхньому Бишкині є братська могила, де поховано 1286 радянських солдат. Діє краєзнавчий музей.
Поруч із селом розташований Верхньобишкинський заказник — ботанічний заказник місцевого значення.